# Narcos
Narcos es una serie de televisión web de ficción histórica producida por Dynamo Producciones y Gaumont International Television para Netflix. Creada por los estadounidenses Chris Brancato, Eric Newman y Carlo Bernard; y basada en la lucha contra el narcotráfico en Colombia durante los años 1990. Está protagonizada por Pedro Pascal, Boyd Holbrook, Wagner Moura y Juan Pablo Raba.  
Las dos primeras temporadas se centran en la lucha de la DEA estadounidense y su principal objetivo, el líder del Cartel de Medellín, Pablo Escobar. La tercera temporada está centrada en la ofensiva contra la organización rival de Escobar, el Cartel de Cali. Se anunció una temporada para estrenarse a partir de 2018, que estaría rodada en México para tratar el Cartel de Juárez, pero desecharon la idea y decidieron abrir paso a una nueva serie bajo el título Narcos: México.
Se emitió originalmente en Netflix, el 28 de agosto de 2015 y cada una de las temporadas consta de diez episodios.

## Temporadas
| Temporada | Temporada | Episodios | Episodios | Lanzamiento original    | Lanzamiento original    |
| --------- | --------- | --------- | --------- | ----------------------- | ----------------------- |
|           | 1         | 10        | 10        | 28 de agosto de 2015    | 28 de agosto de 2015    |
|           | 2         | 10        | 10        | 2 de septiembre de 2016 | 2 de septiembre de 2016 |
|           | 3         | 10        | 10        | 1 de septiembre de 2017 | 1 de septiembre de 2017 |

## Trama
Basada en el surgimiento del tráfico de cocaína desde Colombia durante los años ochenta. La historia comienza con Mateo Moreno alias Cucaracha, un fabricante de cocaína quien durante la dictadura de Pinochet sale de Chile. Cucaracha buscando un socio se reúne con el personaje principal de la serie, Pablo Emilio Escobar Gaviria, quien en el principio de la historia es un reconocido traficante de mercancías en el departamento colombiano de Antioquia. Él junto a su primo Gustavo Gaviria han logrado una reputación dentro de la ciudad de Medellín. Con este nuevo producto en sus manos comienzan a crear una enorme riqueza, también se ven asociados a los principales traficantes de otras mercancías de Colombia. La historia también toca pasajes de como se produce y se comercializa la droga hacia Estados Unidos usando uno de los principales contactos Carlos Lehder. 
La historia se cuenta en muchos instantes desde la perspectiva del agente de la DEA Steve Murphy, norteamericano enviado a Colombia a investigar el tráfico de cocaína con el objetivo de colaborar en el arresto de los actores principales del tráfico. Es relevante su participación, así como la del agente Javier Peña, pero sin duda la historia siendo estadounidense pone en primer plano a estos dos agentes, y deja en segundo plano al Bloque de Búsqueda. Narcos es una serie de corte policiaco, que reconstruye una época, pues muestra pasajes sociales y políticos colombianos (y en parte norteamericanos), así como automóviles, vestuarios, etc. Sobre la base de su ambientación en general describe de manera cercana y biográficamente a Pablo Emilio Escobar Gaviria. Toca facetas familiares y personales, así como sus excesos. No es una serie típicamente cruda y violenta como la vida del capo. Está narrada en inglés pero en su mayor parte los diálogos son en español, con típico acento colombiano. La serie fue filmada en locación en Colombia en el segundo semestre de 2014, y consta de diez episodios estrenados en su totalidad el 28 de agosto de 2015.
La cuarta temporada de la serie estará ambientada en México y protagonizada por Diego Luna y Michael Peña. Se esperaba su estreno para el verano de 2018 pero finalmente se estrenará el 16 de noviembre de ese mismo año.

## Reparto

### Principal
| Actor               | Personaje                    | Notas                                                                               |
| ------------------- | ---------------------------- | ----------------------------------------------------------------------------------- |
| Wagner Moura        | Pablo Emilio Escobar Gaviria | Narcotraficante colombiano (temp. 1-2)                                              |
| Pedro Pascal        | Javier F. Peña               | Agente de la DEA                                                                    |
| Juan Pablo Raba     | Gustavo Gaviria Rivero       | Primo de Pablo Escobar (temp. 1-2)                                                  |
| Boyd Holbrook       | Steve Murphy                 | Agente de la DEA (temp. 1-2)                                                        |
| Joanna Christie     | Connie Murphy                | Esposa de Steve Murphy. (temp. 1; recurrente temp. 2)                               |
| Paulina Gaitán      | Tata Henao de Escobar        | Basada en María Victoria Henao de Escobar, esposa de Pablo Escobar (temp. 1-2)      |
| Paulina García      | Hermilda Gaviria             | Madre de Pablo Escobar (temp. 1-2)                                                  |
| Maurice Compte      | Coronel Horacio Carrillo     | Personaje ficticio (temp. 1; recurrente temp. 2)                                    |
| Stephanie Sigman    | Valeria Vélez                | Personaje basado en Virginia Vallejo. (temp. 1; recurrente temp. 2)                 |
| Raúl Méndez         | César Gaviria Trujillo       | Presidente de Colombia (temp. 1-2)                                                  |
| Alberto Ammann      | Hélmer Herrera Buitrago      | Cuarto al mando dentro del cartel de Cali (recurrente temp. 1-2; principal temp. 3) |
| Damián Alcázar      | Gilberto Rodríguez Orejuela  | Líder del cartel de Cali (recurrente temp. 2; principal temp. 3)                    |
| Francisco Denis     | Miguel Rodríguez Orejuela    | Segundo al mando dentro del cartel de Cali (recurrente temp. 2; principal temp. 3)  |
| Gustavo Angarita Jr | Fidel Castaño                | Al mando de Los Pepes (temp. 2; recurrente temp. 3)                                 |
| Pêpê Rapazote       | José Santacruz Londoño       | Tercero al mando dentro del cartel de Cali (temp. 3)                                |
| Matias Varela       | Jorge Salcedo                | Seguridad personal de Miguel Rodríguez (temp. 3)                                    |
| Andrea Londo        | María de Salazar             | Viuda de Claudio Salazar, amante de Miguel Rodríguez (temp. 3)                      |

### Elenco
- Wagner Moura es Pablo Escobar.
- Pedro Pascal es Javier Peña.
- Juan Pablo Raba es Gustavo Gaviria Rivero.
- Boyd Holbrook es Steve Murphy.
- Joanna Christie es Connie Murphy.
- Paulina Gaitán es Tata Henao de Escobar.
- Paulina García es Hermilda Gaviria.
- Stephanie Sigman es Valeria Vélez.
- Raúl Méndez es César Gaviria Trujillo.
- Damián Alcázar es Gilberto Rodríguez Orejuela.
- Francisco Denis es Miguel Rodríguez Orejuela.
- Alberto Ammann es Hélmer Herrera Buitrago.
- Pêpê Rapazote es José Santacruz Londoño.
- Matias Varela es Jorge Salcedo.
- Andrea Londo es María de Salazar.
- Juan Pablo Shuk es El Coronel Hugo Martínez Poveda.
- Maurice Compte es El Coronel Horacio Carrillo.
- Jorge Monterrosa es El Mayor Hugo Trujillo.
- Sebastián Vega es El Subteniente Hugo Martínez Jr.
- Luis Gnecco es Mateo Morelo "Cucaracha".
- Luis Guzmán es Gonzalo Rodríguez Gacha.
- Juan Riedinger es Carlos Lehder.
- André Mattos es Jorge Luis Ochoa.
- Roberto Urbina es Fabio Ochoa.
- Carolina Gaitán es Marta Ochoa.
- Jon Ecker es Alias "León".
- Diego Cataño es Juan Diego Díaz "La Quica".
- Jorge A. Jiménez es Roberto Ramos "Poison".
- Julian Diaz es Alias "Blackie".
- Ariel Sierra es Alias "Punto Fijo".
- Danielle Kennedy es La Embajadora Noonan.
- Ana de la Reguera es Elisa Alvarado.
- Aldemar Correa es Iván Marino Ospina.
- Juan Pablo Espinosa es Luis Carlos Galán.
- Adan Canto es Rodrigo Lara Bonilla.
- Bruno Bichir es Fernando Duque.
- Salvador del Solar es El Padre Sobrino.
- Andrés Felipe Martínez es El General Jaramillo.
- Edward James Olmos es Chucho Peña.
- Manolo Cardona es Eduardo Sandoval.
- Dylan Bruno es Barry Seal.
- Vera Mercado es Ana Milena Muñoz de Gaviria.
- Helena Mallarino es Nydia Quintero.
- Laura Perico es Marina Ochoa.
- Gabriela de la Garza es Diana Turbay.
- Juan Sebastián Calero es Alias "El Navegante".
- Christian Tappan es  Gerardo Moncada.
- Orlando Valenzuela es  Fernando Galeano.
- Leynar Gómez es Jhon Burgos "Limón".
- Cristina Umaña es Judy Moncada.
- Martina García es Maritza Rincón.
- Álvaro García es El General Diego Vargas.
- Mauricio Cujar es Diego Fernando Murillo "Don Berna".
- Federico Rivera es Ricardo Prisco.
- Leonardo García es Edgar Prisco.
- Brett Cullen es El Embajador Arthur Crosby.
- Eric Lange es Bill Stechner.
- Florencia Lozano es Claudia Messina.
- Germán Jaramillo es Gustavo de Greiff.
- Mauricio Mejía es Carlos Castaño.
- Gustavo Angarita Jr. es Fidel Castaño.
- Alfredo Castro es Abel Escobar.
- Taliana Vargas es Paola Salcedo.
- Arturo Castro es David Rodríguez.
- Julián Arango es Orlando Henao Montoya.
- Andrés Crespo es Carlo Córdova.
- Javier Cámara es Guillermo Pallomari.
- Lina Castrillón es Patricia Pallomari
- Miguel Ángel Silvestre es Franklin Jurado.
- Kerry Bishé es Christina Jurado.
- Carrell Lasso es Enrique.
- Marcela Gallego es Mariela Rodríguez.
- Michael Stahl-David es Chris Feistl.
- Matt Whelan es Daniel Van Ness.
- Margarita Rosa de Francisco es Carolina Álvarez.
- Sebastián Eslava es Nicolás Rodríguez.
- Vicky Hernández es Gerda Salazar.
- José María Yazpik es Amado Carrillo.
- Lucas Balmaceda es Elías.
- Juan Carlos Messier es El Capitán Gustavo Calderón.
- Tristán Ulloa es Ernesto Samper Pizano.
- Luis Mesa es Fernando Botero.
- Fernando Arévalo es Julio César Turbay.
- Gaston Velandia es El General Rosso José Serrano.
- Luis Fernando Hoyos es El Coronel Lino Pinzón Naranjo.
- Juan Carlos Arango es El General Ariza.
- Carlos Camacho es Claudio Salazar.
- Alfredo Castro es Abel Escobar.
- Maruia Shelton es Juliana de Carrillo.

## Producción
La serie fue anunciada en abril de 2014 como parte de una alianza entre Netflix y Gaumont International Television. La serie fue escrita por Chris Brancato y dirigida por José Padilha (Elite Squad), contando con el apoyo de la productora colombiana Dynamo.